# Савезне Државе Микронезије на Светском првенству у атлетици на отвореном 2015.
Микронезија је учествовала на Светском првенству у атлетици на отвореном 2015. одржаном у Пекингу од 22. до 30. августа десети пут. Репрезентацију Микронезије представљала је једна атлетичарка која се такмичила у трци на 100 метара.,.
На овом првенству Микронезија није освојила ниједну медаљу, нити је било нових рекорда.

## Резултати

### Жене
| Атлетичарка | Дисциплина | Лични рекорд | Квалификације | Квалификације | Полуфинале            | Полуфинале            | Финале                | Финале       | Детаљи |
| Атлетичарка | Дисциплина | Лични рекорд | Резултат      | Место         | Резултат              | Место                 | Резултат              | Место        | Детаљи |
| ----------- | ---------- | ------------ | ------------- | ------------- | --------------------- | --------------------- | --------------------- | ------------ | ------ |
| Lihen Jonas | 100 м      | 13,66        | 13,70         | 7 гр 2        | Није се квалификовала | Није се квалификовала | Није се квалификовала | 52 / 52 (54) |        |